# EXE
EXE (auch .exe, englisch executable ‚ausführbar‘) ist eine Dateinamenserweiterung für ausführbare Dateien unter den Betriebssystemen DOS, Windows, OS/2, OpenVMS und Symbian.
EXE-Dateien sind durch die Dateiendung .exe gekennzeichnet. Es gibt jedoch verschiedene Datenformate, die diese Erweiterung nutzen. Die häufigsten EXE-Dateien sind Programme für MS-DOS/PC DOS oder Windows.
Unter Linux-Betriebssystemen können mithilfe von Wine auch .exe- und .msi-Programme ausgeführt werden.

## Dateiformate
Die wichtigsten Dateiformate sind:
- 16-Bit DOS MZ executable (MZ): Das ursprüngliche EXE-Dateiformat für ausführbare Dateien unter MS-DOS/PC DOS.
- 16-Bit New Executable (NE): Nachfolger des MZ-Formates für 16-Bit-Windows-Betriebssysteme (Windows 1.0 und neuer), Multitasking-MS-DOS 4.0 und OS/2 1.x. Aus Kompatibilitätsgründen beginnt dieses Dateiformat mit dem Header einer MZ-Datei, welcher beim Aufrufen der Datei unter DOS ausgeführt wird. Bei den meisten Programmen enthält dieser jedoch nichts weiter als den so genannten „DOS-Stub“, die Ausgabe einer Fehlermeldung („This program cannot be run in DOS mode“).
- 32-Bit Portable Executable (PE): Nachfolger des NE-Formates für 32-Bit- und 64-Bit-Windows-Betriebssysteme (Windows NT 3.1 und neuer – Windows-NT- und Windows-9x-Linie). Beginnt genauso wie das NE-Format mit dem Header einer MZ-Datei.
- 32-Bit Linear Executable (LX): Ausführbares Dateiformat hauptsächlich für OS/2 2.0, aber auch für einige DOS-Erweiterungen.[1]
- 16/32 Bit Linear Executable (LE): Ausführbares Dateiformat für OS/2 2.0, Windows VxD-Gerätetreiber und einige DOS-Erweiterungen.[1]

Des Weiteren wird die Dateierweiterung .exe auch für ausführbare Dateien der Symbian-Plattform verwendet.